# 井村二郎
井村 二郎（いむら じろう、1914年11月3日 - 2011年5月6日）は、日本の実業家。井村屋グループの創業者。三重県松阪市出身。井村正勝は長男。

## 経歴・人物
1932年に松阪商業学校を卒業し、父親が経営する和菓子屋を継ぐ。1947年に井村屋製菓を創業し、社長に就任。1974年に会長を経て、1979年に相談役に就任した。
2011年5月6日、肺炎のために死去。96歳没。